# جورج إس. مايرز
جورج إس. مايرز (بالإنجليزية: George S. Myers)‏ هو قاضي ومحامي وسياسي أمريكي، ولد في 21 أبريل 1881 في الولايات المتحدة، وتوفي في 9 مايو 1940 في نفس البلد. حزبياً، نشط في الحزب الديمقراطي. وقد انتخب عضو مجلس نواب أوهايو.